# .ie
.ie és l'actual domini de primer nivell territorial (ccTLD) de la República d'Irlanda. El domini és per a organitzacions i no per a individus. Les regles d'enregistrament són estrictes, el sol·licitant ha de demostrar, per exemple, per què té dret a fer ús del domini demanat. Des de fa alguns anys, les regles són una mica menys severes, gràcies a les quals els propietaris de marques registrades establerts dins de la Unió Europea també poden demanar un domini .ie.
La Universitat de Dublín va ser el registrador del domini .ie fins a la fundació de la IE Domain Registry Limited el 2000.